# Trận Raseiniai
Trận Raseiniai (23–27 tháng 6 năm 1941) là một trận đấu xe tăng diễn ra giữa Tập đoàn quân thiết giáp số 4 của quân phát xít Đức với hai Quân đoàn cơ giới của Hồng quân Liên Xô tại một địa điểm ở Litva cách Kaunas 75 cây số về phía Tây Bắc. Trong trận này, phương diện quân Tây Bắc dự định tấn công và tiêu diệt lực lượng Đức đã vượt sông Nieman, tuy nhiên rốt cục gần toàn bộ lực lượng thiết giáp của phương diện quân Tây Bắc đã bị quân Đức hủy diệt, và lúc này không còn gì cản trở quân Đức tiến tới khu vực sông Dvina Tây nữa. Đây là một trong những trận đánh chủ yếu trong giai đoạn đầu của chiến dịch Barbarossa, giai đoạn mà các sử liệu Xô Viết gọi là Chiến dịch phòng thủ chiến lược vùng Bantic (22–24 tháng 6 năm 1941).

## Bối cảnh

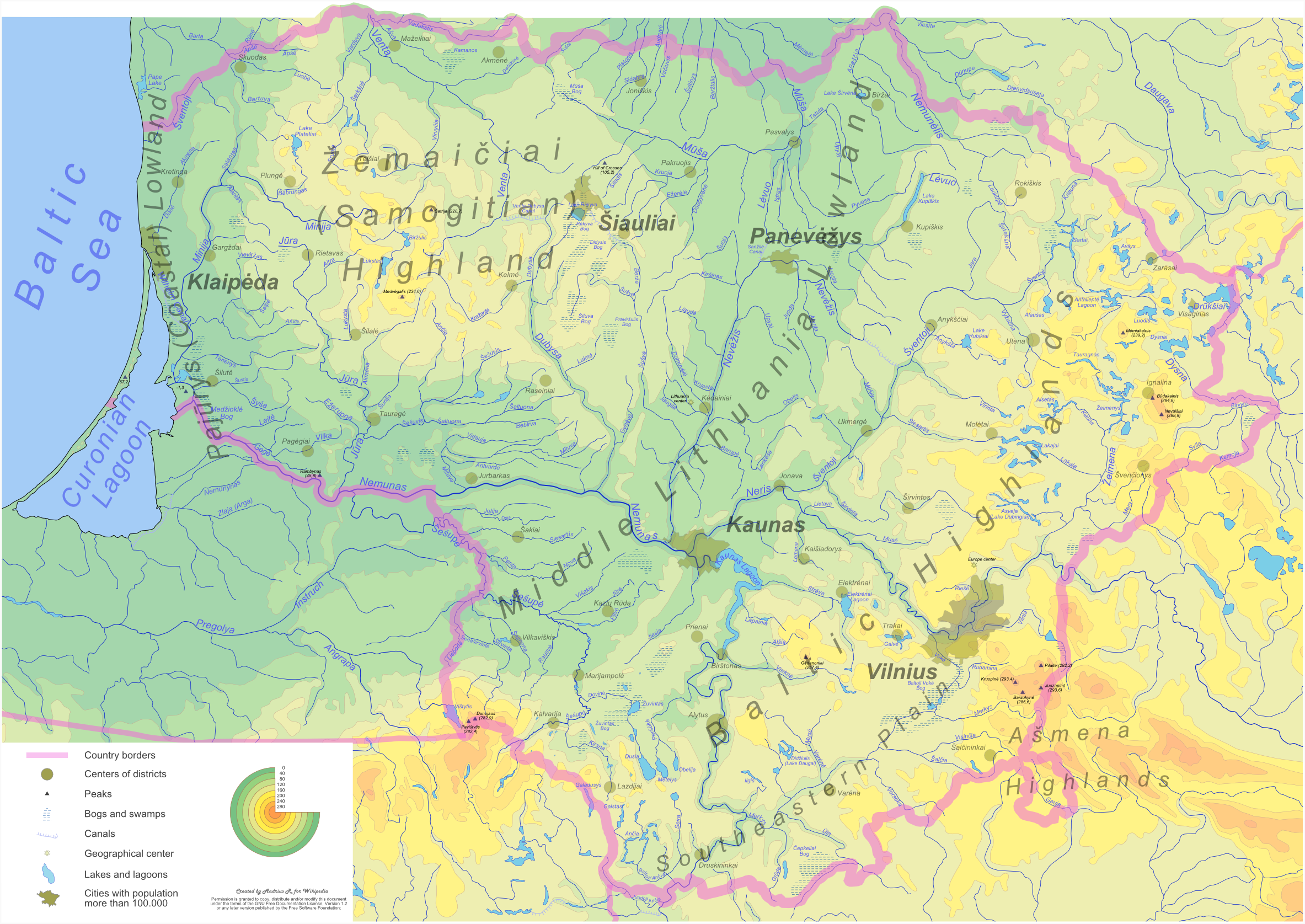
Địa hình Litva

Trận đánh diễn ra tại thị trấn Raseiniai và khu vực phụ cận ở phía Tây nước Cộng hòa xã hội chủ nghĩa Xô Viết Litva (nay là Cộng hòa Litva) giáp với Đông Phổ. Raseiniai cách Siauliai, thành phố lớn thứ ba Litva hơn 80 km về phía Nam; cách Kaunas, thành phố lớn thứ hai Litva 75 km về phía Tây Bắc. Nằm ở sườn phía Nam trên vùng đất cao Zemasiai với các dãy núi Trung Zemasiai ở giữa có độ cao từ 200 đến 240 m, được bao bọc bởi các dải đồi Tây Zemasiai, Đông Zemasiai và đồng bằng Trung Venta ở phía Bắc, có sông Neman bao bọc phía Nam; địa hình bị chia cắt bởi nhiều sông suối nhỏ trên lưu vực sông Yura, sông Dubysa và sông Nevezis là các chi lưu của sông Neman; Raseiniai và khu vực phụ cận là địa hình tốt cho tổ chức tuyến phòng ngự đối diện Bắc - Nam.
Raseiniai là cửa ngõ của Siauliai, thành phố lớn vùng Tây Bắc Litva. Tại đây có một Sở chỉ huy tiền phương của Tập đoàn quân 8 thuộc Quân khu đặc biệt Pribaltic (từ ngày 22 tháng 6 năm 1941 chuyển thành Phương diện quân Pribaltic) của quân đội Liên Xô. Từ Raseiniai có các đường bộ rộng rãi nối với Siauliai, Kaunas và Daugapinsk. Khu vực phòng thủ của tập đoàn quân 8 tại Raseiniai cũng che chở cho tuyến đường sắt chiến lược từ các cảng Liepaia và Riga qua Siauliai, Kedainiai đến Vilnius và Minsk. Đối với Quân khu PriBaltic của quân đội Liên Xô, các tuyến đường này có vai trò quan trọng trong việc cơ động quân đội dọc theo tuyến Bắc-Nam mặt trận cũng như tăng viện từ hậu tuyến ra phía trước. Đối với Cụm tập đoàn quân Bắc của quân đội Đức Quốc xã, Raseiniai cùng với Alytus là những cửa ngõ để tiến đến các trung tâm kinh tế, quân sự ở vùng Pribaltic và xa hơn nữa, qua Riga, Tallinn để tiến đến các bàn đạp có thể tấn công Leningrad ở phía Bắc, qua Daugapilsk tiến đến Vitebsk, Pskov, siết chặt bên sườn phải của họ với sườn trái của Cụm tập đoàn quân Trung tâm tiến công ở giữa mặt trận trên trục Minsk - Smolensk đến cửa ngõ Moskva.

## Binh lực hai bên

### Quân đội Đức Quốc xã
Cụm Tập đoàn quân Bắc (Tư lệnh: Thống chế Wilhelm Ritter von Leeb) đóng ở Đông Phổ vào thời gian trước chiến dịch Barbarossa là cụm tập đoàn quân nằm ở phía Bắc trong số ba khối quân lớn tham gia cuộc tấn công xâm lược vào lãnh thổ Liên Xô năm 1941. Tổng binh lực gồm có
- Tập đoàn quân xe tăng 4 do tướng Erich Hoepner chỉ huy, là đơn vị chủ lực tham gia trận Raseiniai, trong biên chế có:
  - Quân đoàn cơ giới 41 do tướng Georg-Hans Reinhardt chỉ huy gồm các sư đoàn xe tăng 1, 6; sư đoàn cơ giới 36 và sư đoàn bộ binh 269.
  - Quân đoàn cơ giới 56 do tướng Erich von Manstein chỉ huy gồm sư đoàn xe tăng 8, sư đoàn cơ giới 3 và sư đoàn bộ binh 290.
- Một phần lực lượng dự bị của tập đoàn quân là sư đoàn cơ giới SS "Đầu lâu" và các sư đoàn bộ binh 206, 251 tham gia trận đánh vào giai đoạn cuối.
- Tham gia trận đánh còn có một số sư đoàn cánh phải của Tập đoàn quân 18 do tướng Georg von Küchler chỉ huy và cánh trái của Tập đoàn quân 16 do tướng Ernst Busch chỉ huy.

### Quân đội Liên Xô
Lực lượng Hồng quân kiểm soát khu vực Baltic là Phương diện quân Tây Bắc, vốn được tổ chức lại từ các đơn vị của Quân khu đặc biệt Pribaltic, sau cuộc tấn công ngày 22 tháng 6 năm 1941 được đổi tên thành Phương diện quân Tây Bắc do Thượng tướng F. I. Kuznetsov chỉ huy. Phương diện quân bao gồm Tập đoàn quân số 8 của thiếu tướng P. P. Sobenikov, đóng sở chỉ huy tại Siauliai; số 11 của trung tướng V. I. Morozov, đóng sở chỉ huy tại Kaunas; Tập đoàn quân số 27 của thiếu tướng N. E. Berzarin chỉ huy, đóng sở chỉ huy tại Riga. Tham gia trực tiếp tại trận trận Raseiniai là lực lượng dự bị cơ động của Phương diện quân gồm:
- Quân đoàn cơ giới 3 do thiếu tướng A. V. Kurkin chỉ huy, trong biên chế có:
  - Sư đoàn xe tăng 2 của thiếu tướng E. N. Soliankin;
  - Sư đoàn xe tăng 5 của đại tá F. F. Fiodorov;
  - Sư đoàn cơ giới 84 của thiếu tướng P. I. Fomenko.
- Quân đoàn cơ giới 12 do thiếu tướng N. M. Shestopalov chỉ huy, trong biên chế có:
  - Sư đoàn xe tăng 23 của đại tá T. S. Orlenko;
  - Sư đoàn xe tăng 28 của đại tá I. D. Cherniakhovsky;
  - Sư đoàn cơ giới 202 của đại tá V. K. Gorbachiov.
- Tập đoàn quân 8 do tướng P. I. Sobelnikov chỉ huy.

Do chỉ có chính diện hơn 380 km đối diện với Đông Phổ, Quân khu Pribaltic bố trí các quân đội theo chiều sâu của chiến tuyến với tập đoàn quân 8 đóng tại biên giới, sau lưng họ và chếch về phía Nam là tập đoàn quân 11 và cuối cùng, ngay phía trước Riga là tập đoàn quân 27. Cách bố trí này có lợi thế về chiều sâu phòng ngự nhưng lại rất bất lợi khi đơn vị bên sườn trái của Quân khu đặc biệt Pribaltic là Quân khu đặc biệt miền Tây không giữ nổi thế trận của mình. Thực tế trong tuần đầu của Chiến dịch Barbarossa cho thấy, sự thất bại nặng nề và nhanh chóng của Quân khu đặc biệt miền Tây đã làm cho Quân khu đặc biệt Pribaltic bị hở toàn bộ sườn trái.

## Diễn biến
Tập đoàn quân thiết giáp số 4 của Cụm Tập đoàn quân Bắc lúc này tiến quân theo hai hướng, dẫn đầu là các mũi xung kích của Sư đoàn thiết giáp số 41 và số 56. Mục tiêu của quân Đức là vượt sông Nieman và sông Dvina Tây, hai chướng ngại tự nhiên lớn nhất cản đường quân Đức tiến tới Leningrad.
Các máy bay ném bom của Đức đã phá hủy nhiều trung tâm thông tin liên lạc, nhiều căn cứ hải quân và đặc biệt là các sân bay của Hồng quân; từ khu vực Riga cho tới Kronstadt, ở Šiauliai, Vilnius và Kaunas bom đạn được trút xuống các mục tiêu được xác định và lựa chọn cẩn thận. Các máy bay của Hồng quân đã ở trong tình trạng báo động được 1 tiếng đồng hồ, nhưng chúng vẫn nằm ì ở các sân bay khi trận mưa bom đầu tiên của quân Đức quét qua.
Vào lúc 9 giờ 30 sáng ngày 22 tháng 6, Thượng tướng Kuznetsov hạ lệnh cho Quân đoàn cơ giới số 3 và số 12 rút về các vị trí phản công, dự định dùng các lực lượng này để đánh bọc sườn các tập đoàn quân thiết giáp số 4 Đức đang tiến thẳng tới bờ sông Dubysa (Dubissa). Đến giữa trưa, các sư đoàn Hồng quân bắt đầu tháo lui. Quân Đức liền quay đầu tiến về Raseiniai, nơi Kuznetsov tập trung các lực lượng thiết giáp cho đợt phản công lớn vào ngày hôm sau. Đến chiều tối thì Hồng quân rút tới bờ sông Dubysa. Ở Tây Bắc Kaunas, các đơn vị đi trước của quân đoàn thiết giáp số 56 do tướng Von Manstein chỉ huy đã tiến đến sông Dubysa và chiếm lấy cây cầu Ariogola bắc ngang qua nó. Đây là một thắng lợi quan trọng vì nếu không có nó thì các lực lượng tăng thiết giáp Đức sẽ kẹt cứng trong một cái mương tự nhiên khổng lồ. Tuyến phân cách tại Dvinsk đã được loại bỏ. Trong khi đó ở phía Nam Vilnius thì các lực lượng của Tập đoàn quân thiết giáp số 3 (Đức) đã chọc thủng phòng tuyến của Tập đoàn quân số 11 của Liên Xô, và vượt qua sông Nieman trên những cây cầu còn nguyên vẹn.
Đến cuối ngày 22 tháng 6, mũi xung kích của các lực lượng thiết giáp Đức đã vượt qua sông Nieman và tiến sâu đến 80 cây số. Ngày hôm sau, tướng Kuznetsov hạ lệnh cho các lực lượng thiết giáp của mình chặn đánh quân địch. Ở khu vực gần Raseiniai, Quân đoàn thiết giáp số 41 của Đức bị 300 xe tăng Liên Xô thuộc Tập đoàn quân thiết giáp số 3 và số 12 phản công. Trận đấu xe tăng kéo dài suốt bốn ngày. Ở khu vực này, lần đầu tiên quân Đức chạm trán với các xe tăng KV của Hồng quân. Sư đoàn xe tăng số 2 của tướng E. N. Solyalyankin tấn công và đánh tan các đơn vị của Tập đoàn quân số 4 tại gần Skaudvilė vào ngày 23 tháng 6. Các xe tăng Panzer 35(t) và các vũ khí chống tăng của Đức lúc đó không thể xuyên phá nổi vỏ giáp của các xe KV: nhiều xe KV đã hết đạn nhưng vẫn tiêu diệt được thêm nhiều quân Đức bằng cách... cán qua họ. Ngày hôm sau, chỉ một chiếc KV-2 tại giao lộ trước Raseiniai đã chặn đứng các đơn vị của sư đoàn thiết giáp số 6 (Đức) - vốn vừa mới thiết lập một bàn đạp trên bờ bên kia của sông Dubysa. Chiếc xe tăng này bị bắn phá bởi đủ thứ pháo chống tăng mà vẫn không hề hấn gì và đã cản bước tiến của sư đoàn số 6 trong suốt cả một ngày cho đến khi nó cạn sạch đạn dược.
Ở phía Nam, cho đến ngày 23 tháng 6, Trung tướng Morozov, Tư lệnh Tập đoàn quân số 11 hạ lệnh cho các đơn vị vừa rút lui đến vị trí của pháo đài cổ Kaunas trên bờ sông Nieman phải di chuyển đến khu vực Jonava cách đó 30 dặm về phía Đông Bắc. Đến chiều ngày 25 tháng 6, Tập đoàn quân số 8 của Hồng quân rút về Riga, còn Tập đoàn quân số 11 rút theo hướng Vilnius về sông Desna. Một lỗ hổng xuất hiện trên mặt trận của Hồng quân kéo dài từ Ukmergė đến Daugavpils.
Ngày 26 tháng 6, các sư đoàn thiết giáp Đức đã chọc thủng đội hình của các quân đoàn cơ giới Hồng quân và bắt đầu bao vây chúng. Tuy nhiên, các quân đoàn cơ giới số 3 (đã chịu nhiều thiệt hại nặng sau các trận giao tranh) và số 12 đã thoát khỏi vòng vây của quân Đức, nhưng họ cũng lâm vào tình trạng cạn sạch đạn dược và nhiên liệu.
Hạm đội Baltic của Hồng quân bắt đầu rút khỏi các căn cứ hải quân ở Liepāja, Windau và Riga từ ngày 26 tháng 6. Trong khi đó, quân đoàn thiết giáp số 56 của Von Manstein tiến nhanh đến sông Tây Dvina và nhanh chóng chiếm lấy cây cầu ở khu vực Dvinsk trước khi Hồng quân kịp phá hủy nó.

## Chiếc xe tăng anh hùng tại Raseiniai
Ngày 23 tháng 6 khi các đơn vị của sư đoàn thiết giáp số 6 (Đức) tiến vào thị trấn Raseiniai thì một vấn đề xuất hiện. Trên giao lộ trước Raseiniai xuất hiện một xe tăng nằm im, lúc đầu quân Đức nghĩ rằng đó là một xe tăng gặp lỗi kỹ thuật và bị bỏ lại. Thế nhưng khi các đơn vị xe tăng Đức tiến đến gần, chiếc xe tăng đã nổ súng, bị bất ngờ và lúng túng, lo ngại đây là một cuộc phục kích, điều đó đã buộc quân Đức phải rút lui. Tại sở chỉ huy sư đoàn 6 lúc đó lo ngại rằng đây chính là điểm mà Hồng Quân sẽ phản công và trong khi sở chỉ huy đơn vị cố gắng tìm hiểu việc gì xảy ra, thì các xe tiếp tế cho nhóm này đã bị chiếc KV tấn công, gây nên tắc giao thông và thiệt hại của đoàn xe rất nghiêm trọng.
Trong vài giờ, chiếc KV vẫn ở trên đường, thỉnh thoảng bắn về phía Raseiniai. Có nhiều câu hỏi được đặt ra về lý do chiếc xe tăng không hề di chuyển và chỉ làm nhiệm vụ án ngữ tại giao lộ quan trọng này:
Có thể là chiếc KV đã hết nhiên liệu, trục trặc động cơ hoặc họ đã được lệnh trấn thủ tại đó. 
Có lẽ chỉ huy của chiếc KV biết rằng xe tăng của họ không thể di chuyển mãi được, người chỉ huy quyết định chọn vị trí thuận lợi để chiến đấu, mà ở đây là con đường duy nhất để có thể tiến tiếp khi mà khu vực xung quanh đó toàn là đầm lầy. Bất cứ cố gắng vòng qua tuyến đường này đều có kết cục là mắc kẹt trong đầm lầy.
Tổ lái chắc chắc phải hiểu rõ rằng, đây sẽ là trận chiến cuối cùng của họ. Thật khó để có thể hiểu được họ đã nghĩ những gì khi ra quyết định đó.
Phải mất một thời gian khá lâu để quân Đức nhận ra rằng họ chỉ phải đối mặt với chỉ một chiếc xe tăng duy nhất, không có một lực lượng khác nào. Trong khi đó chiếc KV đã nằm dưới nắng gắt cả buổi chiều. Quân Đức đã quyết định phải loại bỏ chiếc xe tăng càng sớm càng tốt. Họ rất cần tiếp tế đạn dược và nhiên liệu và tải thương về tuyến sau. Vì bị bao quanh bởi đầm lầy mà tuyến đường ra vào thành phố lại bị chiếc xe tăng đó trấn thủ bất cứ cố gắng ra vào nào đều bị nó phát hiện và tiêu diệt bởi khẩu pháo lớn kinh khủng của nó.
Quân Đức quyết định cho một nhóm gồm 4 pháo chống tăng 5 cm Pak 38, chúng cùng tổ vận hành bí mật tiếp cận xe tăng KV. Các pháo thủ Pak 38 dự tính việc tiêu diệt xe tăng sẽ dể dàng, về phần chiếc KV có lẽ không nhận ra đang bị tiếp cận vẫn chĩa súng về phía Raseiniai.
Phát đạn đầu tiên đã được bắn, người chỉ huy xác nhận trúng đích. Bảy phát tiếp theo được bắn (phát đầu chính là để hiệu chỉnh), có vẻ mọi việc đã xong xuôi và các pháo thủ Pak 38 bắt đầu ăn mừng. Tuy nhiên, chỉ vài phút sau chiếc Kv bắt đầu quay tháp pháo.
Cần thiết phải lưu ý rằng sau khi trúng đạn, tiếng ồn bền trong xe tăng là rất khủng khiếp, kể cả là những phát đạn không xuyên đi chăng nữa thì điều đó vẫn cực kỳ khủng khiếp. Đó là chưa kể chiếc xe và tổ lái đã nằm cả ngày dưới nắng.
Chiếc xe tăng quay pháo về phía các khẩu pháo và nổ súng. Chỉ duy nhất một phát đạn, hai khẩu pháo Pak 38 đã bị thổi bay cùng với những người vận hành, hai khẩu còn lại thì hư hỏng nặng không thể phục hồi
Quân Đức cố gắng gọi pháo kích bắn chiếc xe bằng pháo 105mm, nhưng những viên đạn 105mm đã không rơi trúng mục tiêu. Sau đó đơn vị Raus đã gọi một khẩu 88mm từ sở chỉ huy. Nó là thứ vũ khí duy nhất cho tới lúc này bắn hạ được các xe tăng KV.
Pháo thủ phòng không lúc đầu định bắn từ 2000m, sau đó quyết định bắn từ 700m để chắc chắn, họ đã tiếp cận bằng cách nấp sau các xác xe tải đã cháy. Không may, việc đó đã bị chiếc Kv phát hiện và thổi bay ngay từ phát bắn đầu tiên.
Sĩ khí của người Đức tụt nhanh chóng, không tiếp tế, không thể mang người bị thương về tuyến sau, mọi thiệt hại, cố gắng của họ trong ngày hôm đó chẳng mang lại điều gì.
Khi mà đêm buông xuống, người Đức đã tổ chức một cuộc tấn công bằng các đơn vị công binh để đặt thuốc nổ. Khi công việc gần xong thì họ đã bị chiếc KV phát hiện và chống trả bằng súng máy, họ buộc phải kích nổ khối thuốc sớm hơn dự tính. Nhưng sau khi khối chất nổ phát nổ chiếc xe vẫn hoạt động, thứ duy nhất bị thiệt hại là xích của xe.
Sáng hôm sau, nhiều pháo 88mm được chuyển lên từ tuyến sau, người Đức quyết định mở một cuộc tấn công bằng xe tăng. Họ thừa hiểu rằng với các xe tăng Pz35(t) thì không có khả năng hạ xe tăng KV, nhưng cuộc tiến công này không nhằm để hạ chiếc KV, mà nhằm để cho những khẩu 88mm có thời gian triển khai.
Các xe tăng Pz35(t) cố gắng để chạy nhanh nhất có thế, để không thành nạn nhân của chiếc KV. Chiếc KV cũng không khai hỏa, có lẽ các pháo thủ biết rằng bắn mục tiêu di chuyển là rất khó khăn (hoặc là họ đã cạn kiệt đạn dược, khi lính Đức kiểm tra chiếc KV sau này, trong xe chỉ còn duy nhất một viên đạn).
Các khẩu 88mm đã triển khai xong, và bắt đầu nổ súng. Phát đầu tiên đã trúng đích. Chiếc Kv cố gắng chống trả lại, nó bắt đầu quay tháp pháo về phía những khẩu pháo. Một phát đạn, rồi phát đạn thứ hai trúng đích, tháp pháo chiếc KV đã ngừng quay. Người Đức không thể tin rằng họ đã hạ được chiếc xe, họ bắn thêm 4 phát đạn xuyên giáp vào sườn xe.
Sau khoảng nửa tiếng, những người lính Đức tò mò đã đến gần chiếc xe. Họ vây quanh xe, xem xét những vết đạn. Bất chợt có người gõ lên thân xe, như để trả lời, tháp pháo bắt đầu quay. Quân Đức hoảng loạn bỏ chạy,những đã có ai đó đã ném một quả lựu đạn vào chiếc xe và may mắn lọt qua lỗ đạn xuyên giáp. Vụ nổ đã làm bung nắp trên nóc tháp pháo. Quân Đức tiếp cận thêm lần nữa, họ nhìn thấy bên trong xe có 6 chiến sĩ. Vì sự dũng cảm của họ nên quân Đức đã chôn cất những chiến sĩ ấy tử tế.
Năm 1965, hài cốt đã được chuyển giao cho một nghĩa trang ở Raseiniai. Trên bia mộ ghi những dòng sau đây "Yershov P.E, Smirnov V.A., một người với những chữ cái đầu Sh. N. A., và ba người không biết tên."
Họ đã chiến đấu tới giây phút cuối cùng của cuộc đời như thế đó.
"Hãy ghi nhớ các Đồng Chí! chúng ta là xe tăng!
Quân địch làm đứt xích, chúng ta là hỏa điểm
Quân địch làm hỏng pháo, chúng ta dùng súng máy
Quân địch làm hỏng súng, chúng ta là lô cốt
Quân địch bắn xuyên giáp, chúng ta là ANH HÙNG!"

## Các diễn biến sau trận đánh
Sau khi chiếm được các cây cầu trên sông Dvina và thành phố Dvinsk, các đơn vị tiên phong của Quân đoàn xe tăng số 56 bắt đầu củng cố các bàn đạp trên sông Dvina. Ngày 25 tháng 6, Nguyên soái Semyon Timoshenko ra lệnh cho Thượng tướng F. I. Kuznetsov thiết lập một phòng tuyến trên sông Dvina Tây bằng cách điều Tập đoàn quân số 8 đến trấn giữ đoạn hữu ngạn của sông trên tuyến Riga - Livani trong khi tập đoàn quân số 11 giữ hữu ngạn của tuyến Livani - Kraslava. Kuznetsov cũng quyết định điều Tập đoàn quân số 27 của Thiếu tướng Berzarin từ Dago, Osel, Riga tới Daugavpils. Trong lúc đó, Bộ tổng tư lệnh tối cao Liên Xô Stakva điều sư đoàn cơ giới số 21 của Thiếu tướng Lelyushenko (với 98 xe tăng và 129 khẩu pháo) từ quân khu Mạc Tư Khoa đến phối hợp với Tập đoàn quân số 27.
Vào 5 giờ chiều ngày 28 tháng 6, Lelyushenko theo lệnh của F. I. Kuznetsov đã tấn công các bàn đạp của quân Đức gần Daugavpils. Von Manstein dừng quân ở Dvina, nhưng hôm sau ông ta tấn công tuyến đường Daugavpils-Ostrov. Chiều ngày 29 tháng 6, tại Riga, quân Đức vượt sông Dvina bằng các cây cầu đường sắt. Ngày hôm sau Hồng quân lui về khu vực hữu ngạn của sông Dvina và đến ngày 1 tháng 7 thì rút về Estonia. Một cơ hội nghìn vàng cho quân Đức xuất hiện: nếu các đơn vị thiết giáp tiếp tục tấn công ráo riết thì Hồng quân sẽ không có thời gian lập một phòng tuyến vững chắc bảo vệ Leningrad. Tuy nhiên các đơn vị thiết giáp nhận lệnh phải đợi các đơn vị bộ binh tiến theo kịp thời, và rốt cục họ phải đợi cả tuần.
Nguyên soái Timoshenko đã cách chức F. I. Kuznetsov và từ ngày 4 tháng 7 người thay ông chỉ huy Phương diện quân Tây Bắc chính là Thiếu tướng Sobennikov. Ngày 29 tháng 6 Timoshenko ra chỉ thị: nếu Phương diện quân Tây Bắc phải bỏ phòng tuyến sông Dvina thì họ chỉ được phép lui tối đa đến phòng tuyến Velikaya và phải cố sức giữ vững trận địa tại đây để cho các đơn vị Hồng quân có đủ thời gian đứng vững chân tại trận địa. Tuy nhiên ngày 8 tháng 7 phòng tuyến sông Velikaya nhanh chóng bị chọc thủng và quân Đức chiếm được các tuyến đường, các cây cầu bắc ngang sông Velikaya trước khi Hồng quân kịp phá hủy chúng. Ngày hôm sau (9 tháng 7) đến lượt Pskov thất thủ. Thế là Tập đoàn quân số 11 buộc phải rút tới khu vực Dno. Việc phòng tuyến của Phương diện quân Tây Bắc bị đập vụn ở Velikaya và việc quân Đức tiến nhanh tới Luga đã gây ra nhiều tai họa cho Hồng quân, và Tập đoàn quân số 8 bị quân Đức dồn tới tận Vịnh Phần Lan và bao vây tại khu vực Tallinn. Tuy nhiên việc quân Đức tạm thời dừng chân đã giúp Hồng quân có thời gian tăng cường lực lượng phòng thủ Leningrad: các sự kiện tiếp theo cho thấy chiến sự ở Leningrad đúng là một quả đắng cho Cụm Tập đoàn quân Bắc.